# Kirrikallio (ö i Birkaland, Övre Birkaland)
Kirrikallio är en ö i Finland. Den ligger i sjön Kurkijärvi och i kommunen Mänttä-Filpula i den ekonomiska regionen  Övre Birkalands ekonomiska region  och landskapet Birkaland, i den södra delen av landet, 220 km norr om huvudstaden Helsingfors. Öns area är omkring 180 kvadratmeter och dess största längd är 20 meter i öst-västlig riktning.